# Kinosaki
Pour les articles homonymes, voir Kinosaki (homonymie).
Kinosaki (城崎町, Kinosaki-chō) est un ancien bourg japonais situé dans la préfecture de Hyōgo (Sud de Honshū), maintenant intégré dans la ville de Toyooka.

## Histoire
Il est dit que les sources thermales de Kinosaki auraient été découvertes entre 629 et 641, alors qu’une cigogne aurait été vue en train de soigner ses blessures dans les eaux chaudes de Kō no yu. L’autre légende raconte que ces onsen furent découvertes par un prêtre bouddhiste du nom de Dôchi Shônin. Il aurait reçu la vision d’un Dieu et après avoir prié sans relâche pendant 1 000 jours, une source aurait jailli du sol. Autrefois, les visiteurs souffrant de problèmes de santé se rendaient aux onsen de Kinosaki pour les soigner. Mais ils devaient d’abord se rendre au temple Onsenji et prier pour Dôshi Shônin. Ensuite, ils recevaient un yushaku (louche permettant la purification qui représentait les mains sacrées de Dôchi Sônin) et apprenaient les règles de la baignade, avant de pouvoir se rendre dans les sources thermales.  
Officiellement, on sait que l’histoire de ses onsen remonte à plus de 1 300 ans. Au fil des siècles, la ville fut appréciée par de nombreux poètes et écrivains. Parmi eux, l'écrivain Naoya Shiga écrivit un roman sur son séjour à Kinosaki en 1913.
Kinosaki a intégré la ville de Toyooka en 2005, avec les autres municipalités de Takeno, Izushi, Hidaka, Toyooka et Tantō.

## Transport
Deux gares sont comprises dans le périmètre de l'ancien bourg de Kinosaki, celle de Kinosaki-Onsen et celle de Genbudō, toutes deux situées sur la ligne San'in de la compagnie JR West. Kinosaki est relié par des trains de type Limited Express à Kyoto (Kinosaki) et Osaka (Kounotori).

## Patrimoine culturel

### Stations thermales
Kinosaki est surtout connue pour ses nombreux onsen. 
Il existe sept bains publics :
- Sato no yu, le plus proche de la gare ;
- Jizō yu, la forme du bâtiment rappelant une lanterne japonaise ;
- Yanagi yu, un bain intérieur avec bois de cyprès ;
- Ichi no yu, sa façade ressemblant à un théâtre de kabuki[4] ;
- Gosho no yu, avec une grande baie vitrée et cascades extérieures ;
- Mandara yu, lié à la légende de Dōchi Shōnin ;
- Kō no yu, un bain extérieur, lié à la légende des cigognes orientales.

La ville de Kinosaki accueille les voyageurs, fidèle à son principe que « la ville entière est une auberge dont la gare est l’entrée, les ryokan les chambres, les onsen les bains et les rues les couloirs ».

### Gastronomie
Le matsuba gani (ou « crabe des neiges ») est un mets hivernal, typique de Kinosaki.
Le tajima gyû (bœuf de Tajima) est une viande de bœuf produite à Kinosaki. Le bœuf de Kobe est en fait originaire de la région de Tajima, où se situe la ville de Kinosaki. Il est donc possible de manger du bœuf de Tajima à Kinosaki, grillé, en sauce, dans un bol de riz, en steak dans un hamburger, ou même en nikuman.

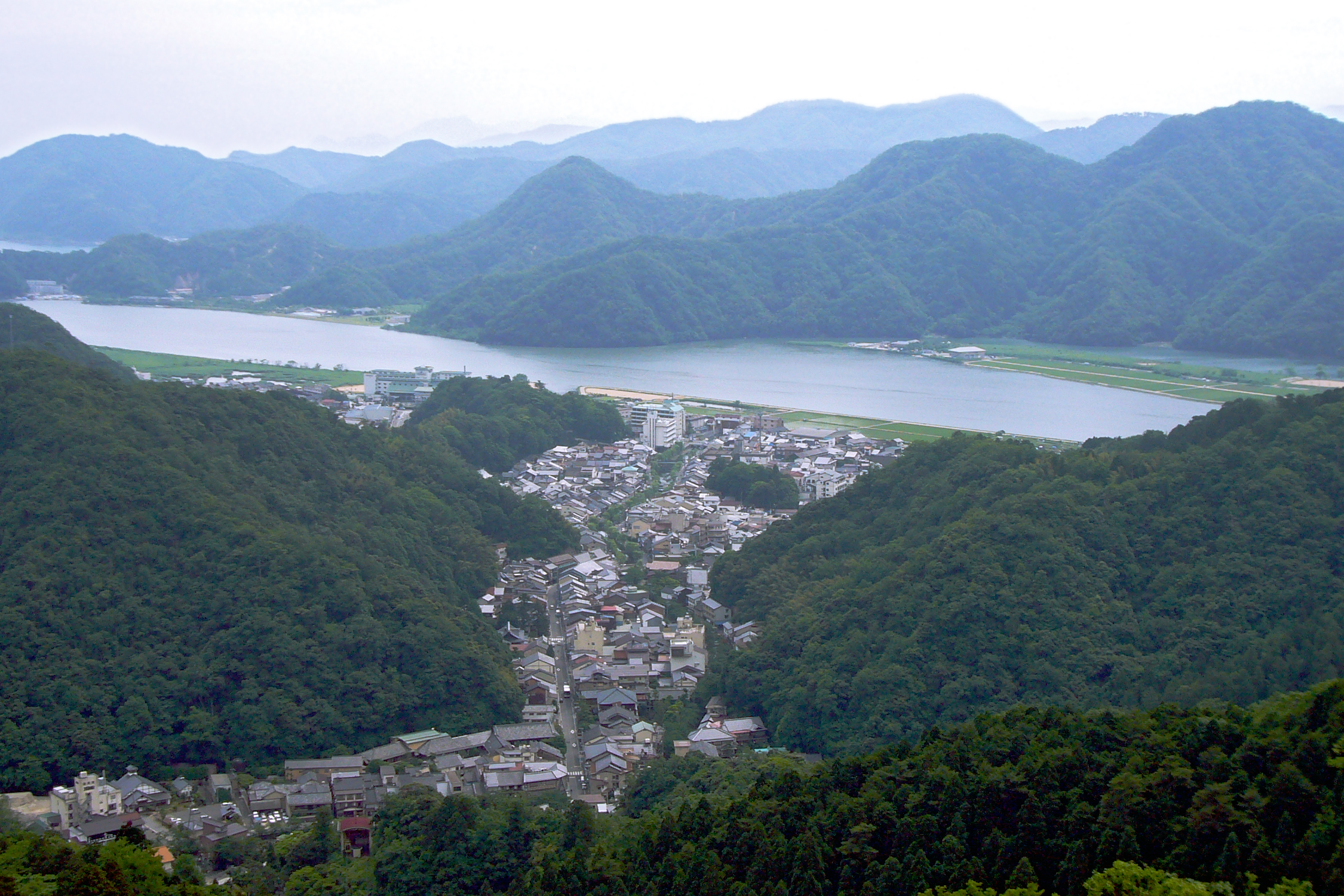
Vue de la ville depuis le mont Daishi.
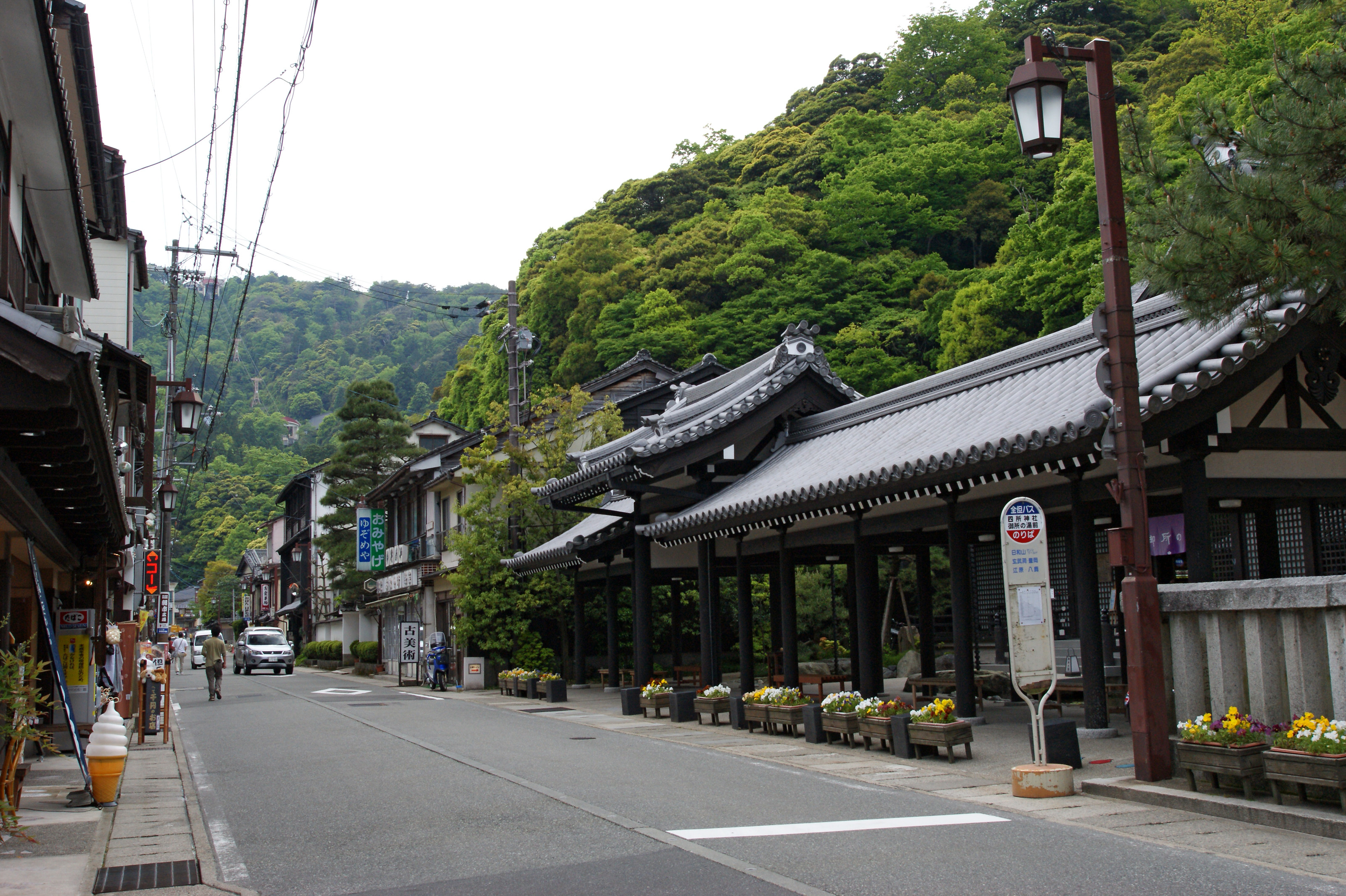
Rue Yunosato.
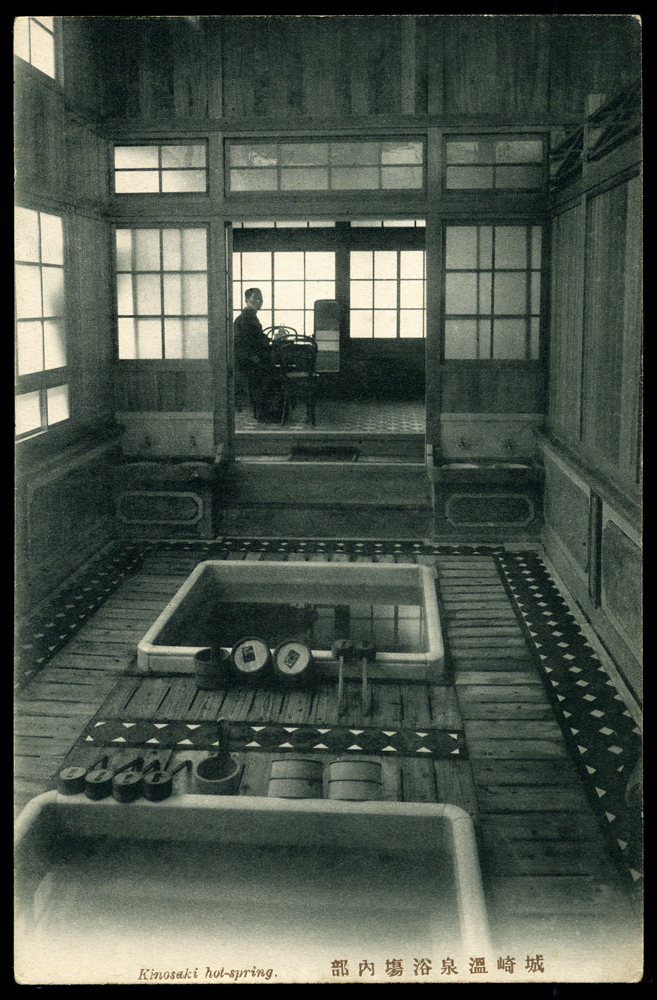
Source thermale de Kinosaki, 1910.